# 掌の小説
『掌の小説』（たなごころのしょうせつ）は、川端康成の掌編小説集。「てのひらのしょうせつ」とルビが付されている場合もあるが、川端本人は「たなごころのしょうせつ」としているため、雅馴を尊ぶその読み方が尊重されている。
川端が20代の頃から約40年間にわたって書き続けてきた掌編小説は「掌の小説」と総称されるようになり、最も短いもので原稿用紙1枚程度、最も長いものでも16枚ほどで、7枚くらいの長さの作品が多く、2枚から14枚に満たないものが大半を占めている。
執筆した掌の小説の総数は、1981年（昭和56年）10月刊行の全集では122篇であるが、「油」「明月」なども掌の小説とする126篇、「髪は長く」なども加えた128篇、「竹の声桃の花」などを加えた130篇、さらにその130篇に、分類の幅を広げ「雪国抄」や未発掘の作品などを加えた場合には148篇ほどになる。

## 『掌の小説』名称本
川端康成の掌編小説を収録した単行本はいくつか出版されたが、「掌の小説」という題名の単行本作品集は、1952年（昭和27年）8月に新潮社より新潮文庫版で刊行された『掌の小説百篇』（上・下巻）で、そこには上下巻合わせて100篇が収録された。
その後、1971年（昭和46年）3月15日に同じ新潮社より文庫版で『掌の小説』が刊行され、100篇を超える111篇が収録された。そして川端死後の1989年（平成元年）5月の改版からは、1981年（昭和56年）10月刊行の最新の全集に準じて、11篇追加された122篇が収録された。
翻訳版は、レーン・ダンロップとJ・マーティン・ホルマン訳の英語（英題：Palm-of-the-Hand Stories）や、ロシア語（露題：Рассказы на ладони）、フランス語（仏語：Récits de la paume de la main）などで出版されている。

## 執筆・発表の推移
※川端康成の作品や随筆内からの文章の引用は〈　〉にしています（論者や評者の論文からの引用部との区別のため）。
大正末期には掌編小説が流行し、川端のほかに岡田三郎や武野藤介なども掌編を書いていたが永続せず、ひとり川端のみが書き続けて、「洗練された技法を必要とするこの形式によって、奇術師とよばれるほどの才能の花」を開かせたとされる。また、『文藝時代』の同人の中でも川端が最も多くの掌編小説を書いていた。掌編小説が流行していた当時、川端は以下のように〈掌篇〉の由来について語っていた。
川端は日本の掌編を「コント」と呼ぶのは〈多少の不満を感じる〉として〈自分が極めて短い小説を書いた場合にも、自分ではコントと呼ばないことにしてゐる〉と述べ、〈極めて短い小説は日本で特殊な発達を遂げるであらう〉から、日本の名称として〈掌篇小説〉と呼ぶのがよいとした。
川端の掌編小説の初期の頃の35篇は、1926年（大正15年）6月15日に金星堂より刊行の処女作品集『感情装飾』に初収録された。この『感情装飾』の目次には〈掌の小説三十六篇〉（実際には35篇のため36篇は誤り）とすでに銘打っていた。その4年後の1930年（昭和5年）4月7日に新潮社より刊行の『僕の標本室』には、新作を加えた47篇が収録された。
それから8年後の1938年（昭和13年）7月19日には、改造社より刊行の『川端康成選集第1巻 掌の小説』に77篇が収録され、表題中では初めて「掌の小説」という語が付された。その後、この選集から34篇を選んで収録した『短篇集』が砂子屋書房より翌1939年（昭和14年）11月に刊行され、30篇選んで収録した『一草一花』も青龍社より戦後の1948年（昭和23年）1月に刊行された。
その後、新たに執筆されて数が増えた掌の小説は、1952年（昭和27年）8月には新潮社より新潮文庫版で刊行の『掌の小説百篇』（上・下巻）に100篇が収録され、伊藤整の解説が付された。川端存命中、最も多くの111篇をまとめて同時収録した作品集は、晩年の1971年（昭和46年）3月15日に新潮文庫で刊行された『掌の小説』である。この『掌の小説』は、川端死後の1989年（平成元年）5月の改版の際、1981年（昭和56年）10月刊行の全集に準じる形で11篇追加されて122篇の収録となった。
川端は自身の掌の小説群に関して、1938年（昭和13年）時点の改造社の選集の「あとがき」では、〈最もなつかしく、最も愛し、今も尚最も多くの人に贈りたいと思ふ〉として以下のように語っていた。
しかし12年後の1950年（昭和25年）に刊行された新潮社の第一次全集においてはこの評価を覆し、〈それらの標本の多くを私は今好まないのである〉、〈私の歩みは間違つてゐたやうに思はれる〉と自己嫌悪を述べているが、〈もつとも自作にたいする愛憎は動きやすいものである〉、〈自讃こそはむしろ読者にたいする忠実かもしれない〉とも語っていた。
この点に関して吉村貞司は、作家が過去の自作に対し、世の賞讃に背いて自己嫌悪や過去の幼さを恥じることもあるだろうが、この掌の小説の中には川端のあらゆる要素が含まれるとし、「複雑な反射の作り出す目もあやな光のシンファオニイ」に喩えられるような、「作者としてのよろこびも、悲しみも、悩みも、嫌悪も反射する」多彩さがあるとしている。
川端の死後に、掌の小説群は前述のように最多で122篇として同時収録されたが、川端研究者の松坂俊夫の見立てにより、「油」などの4篇も含めた126篇を掌の小説とする見解も存在していた。そしてその見解とともに、執筆時期により126篇が以下のように大まかに3期に区分された。
- 「第一期」 - 1921年（大正10年）から1935年（昭和10年）まで書き続けられた時期。21歳から36歳の頃の98篇。川端が17歳の時の1916年（大正5年）に執筆し1949年（昭和24年）に発表した「骨拾ひ」も、例外としてここに含まれている[5]。
- 「第二期」 - 「第一期」後の一時中断を経た1944年（昭和19年）から1952年（昭和27年）にかけて書かれた時期。44歳から53歳の頃の17篇。
- 「第三期」 - 1962年（昭和37年）から1964年（昭和39年）にかけて書かれた時期。62歳から65歳の頃の11篇。

掌の小説群の総数については、その後に同研究者により、128篇、130篇に修正されている。

## 評価・研究史
※川端康成の作品や随筆内からの文章の引用は〈　〉にしています（論者や評者の論文からの引用部との区別のため）。
掌の小説群は、初期の「第一期」の頃から評判が良く、政治的な思想や資質の違いの枠を超えて多くの作家から高評価され、「第二期」以降は川端康成論の中でその位置づけが考察されながら語られる傾向が出始める。それらの評価の中には低評価もあるが総体的には高く評価する者の方が圧倒的に多く、川端文学の方法論や主題の「要約」や「エッセンス」が見られるものとして位置づけられている。

### 戦前
川端と同じ新感覚派で「十行小説」（掌編の別名）を書いていた中河与一は、川端が同人誌『文藝時代』に「短篇集」として最初に発表した7篇（「髪」「金糸雀」「港」「写真」「月」「白い花」「敵」）を絶賛し、同じく「一枚小説」（掌編の別名）を書いていた武野藤介も「短篇集」にみられる「理智的な人生観」を賞讃している。
当時無名だった梶井基次郎も、『文藝春秋』に発表された川端の「第四短篇集」中の「心中」を高評価し、自らも「川端康成第四短篇集『心中』を主題とせるヴアリエイシヨン」という「解釈と創作」とを同時に目指した実験的作品を自身の同人誌『青空』に発表するほどの傾倒ぶりを示している。この梶井の作品は、川端の掌の小説への最初のまとまった言及として意義のあるものとされている。
同じ新感覚派で活躍していた横光利一は、1926年（大正15年）の川端の最初の作品集『感情装飾』が刊行された直後に、「時々は深さのために浅くなつたと云ふ作もちらちらしてゐる」としつつも、「何と不思議な感情の装飾であらう。剃刀の刃で造られた花のやうだ」と高評価している
新感覚派とは対立的であったプロレタリア派の中野重治は、未決監に検挙されていた友人の林房雄に『感情装飾』を差し入れて勧め、林が出所してくると林に「あれはいい本だな少なくとも美しい」と話したという。
その林房雄は、中野から差し入れられて未決監の中で何回も読んだ『感情装飾』について、「非常に多くの庶民の生活が書かれてゐる」として、「川端君の美しさは、庶民の生活を庶民の見地から描く時に生れ、そして生きる」と評価している。また、平野謙や河盛好蔵もその当時『感情装飾』を愛読していたという。
中野重治と同様、川端とは作家傾向の異なる島木健作も、1938年（昭和13年）の『川端康成選集第1巻』の刊行に際して、「人間への温かな気持が洗はれるやうな清々しさのなかに、美しく懐かしく喜ばしく悲しい人生を眼のあたりに感じる」と高く評価し、「かういふ『掌の小説』は何時かは書きたいと、これは私のたのしい夢なのだ」と語っている。
この島木の評価について川端は12年後に振り返り、〈島木君のやうな人が一時でも私の「掌の小説」を愛してくれたといふことは思ひがけなかつた〉として、島木の文章を〈私は忘れてゐたのでなつかしかつた〉と語っている。
日本浪曼派の保田與重郎は、掌の小説群の「何かなつかしくしかも気味悪い近しさ」を解説して、『感情装飾』の作品を以下のように賞讃をしている。
『三田文学』同人の矢崎弾は、川端の「脆弱な意志力」「集約性の欠如や無謀な意識的飛躍性」に言及し、林房雄の評価とは対照的に、掌の小説群の「現実性への迫力」の無さを「反省を請ふ」として、批判的な低評価をしている。

### 戦後
終戦後に川端の後援を得て文壇に登場した三島由紀夫は、川端が〈あらゆる芸術に於て、処女は歌はれるものであつて、自ら歌へぬものである〉、〈少女や若い娘自らに、傑れた作家が殆ど絶無である〉、〈少女の「純粋の声」の歌、少女の「純粋の肉体」の踊、このやうな美しさは、文学では先づ見られない〉と述べていた中に川端の「答」があって、「完璧な誤謬を通ることなしには真理と対峙しえぬという芸術の秘儀」もそこで語られているとし、川端の作品の「人工をこえた異様な複雑さ、その複雑さに自然の風景に似た秩序があること、この秩序こそ最も人為から遠いものであること」などを指摘した後、掌の小説群については「試作」でも「試み」でもなく、川端の「一番おそろしいものが平気で野放しにされてゐる」とし、そこで駆使されている「才能の非常識な無駄使ひ」を強いた川端の「才能の特質」に言及しながら、「才能のサーカスのためには掌小説は正に恰好の舞台だつた」としている。
そして、高く長く飛んだと言って満足し「飛翔によつて鳥であることを誇示」する他の群鳥（翼という「属性」の中にのみ生きる鳥）を見ていた川端は「翼を失ふことによつて更に鳥らしい鳥でありたい」と念じた作家であり、属性（才能）をのりこえ「鳥であらうとした」ため、あたかも「鳥であることを断念したやうな方法に拠つた」と、作家としての川端の方法論を鳥に喩えながら三島は解説し、掌の小説には川端文学全般の方法論や主題が要約されているとしている。
伊藤整は、掌の小説群について川端独特のものだと評価し、以下のようにまとめている。
また伊藤は、掌の小説の作品の数々は川端の「熟成」を順を追って反映しているため、他の川端のどの小説よりも「最もよく川端康成の芸術の成立を説明してゐる」と解説している。
杉浦明平は、低評価しており、「才気で書かれたものであって、モーパッサンの短篇のように落ちがついているけれども、残念ながらモーパッサンのように人生への深い関心から発しておらず、浅薄感をまぬがれず、読んでしまえばたちまち忘れてしまう」ものとしている。そして、「人間が社会でたたかって生きてゆこうとする意志などまったく関係なく、その場その場の気分で押しながされてゆく点」が、横光利一の作品と同じ「人間喪失の文学」であると手厳しい批判をし、「その根本的な性格は、今日に至るまで川端の文学につきまとっている」としている。
渋川驍は、川端の「美的観念を分解することは実際上では不可能かもしれない」が、川端の「美的観念の実体の理解」には「分析の総合しか理解の方法がない」として、川端の掌の小説群の代表作の傾向を6種類に分類している。この渋川の見解が掌の小説群の本格的分類・分析の嚆矢となったが、個々の掌篇の内容の難解さについては以下のように解説している。
河上徹太郎は、川端文学の「エッセンス」が籠もっている掌の小説群は、「川端氏の文学の故郷」だと評して、川端文学の愛読者なら掌の小説の中に「後年開花したイメージの純粋な原型」を看取できると述べている。 
長谷川泉は、最初の作品集『感情装飾』について「前人未踏の業績」とし、「掌篇小説は川端の才華の万華鏡である」と表現して高評価している。そして川端の掌の小説群は「川端文学開扉の鍵」だと位置づけて以下のように評している。
和田芳恵は、川端作品の中で作品集『感情装飾』が最も好きなものだと述べ、その理由を「かわらない清新さがあり、この中に、すべて川端文学の原型がふくまれている」からとしている。また、和田はその後、掌の小説について「川端康成という、すぐれた資質が掘りあてた純度の高い鉱脈」だとし、川端にとって掌の小説が負っている「役割」に関し、「作者の異常で、病的とも思われる、生れながらの鋭敏な感性を、掌の小説という砥石が、絶えず、とぎすましてきたということができよう」と考察している。
松坂俊夫は、渋川驍による作品分類よりもさらに詳細に分類し、それぞれの作品系譜などの掌の小説群の体系を本格的に解説している。羽鳥徹哉は、掌の小説のほとんどが「輪廻転生思想、不滅の生への信仰を背景にしている」として、川端の「万物一如・輪廻転生」、「心霊学」、「身替りの母」といった主題の面から掌の小説群にも広く言及している。
エドワード・G・サイデンステッカーは、掌の小説という「きわめて特異な形式」を「川端ほどみごとに活かした作家は、私の知る限り彼以外に一人もいない」と評して、川端の掌の小説群を「散文の俳句に相当するといえまいか」、あるいは「俳句というよりむしろ連歌を思い起こさせる」と考察している。
ドナルド・キーンは、川端の掌の小説には、モダニズムやシュールレアリスム、新感覚派的なもの、私小説的な断片、寓話、旅の印象記、市井のスケッチ、夢の回想的なものなど多彩な内容に溢れ、ごく短い形の数々ではあるものの、それらには「川端文学全体の性格を代表する」ものがあり、「川端のミニチュア好み、プロット半ばに作品を打ち切る癖をよく反映している」とも考察し、それとは逆に、そのように初めは短い作品だったものが、「作者の意図に反するかのように」その後に発展し、長い年月をかけて書き継がれ、「最初の短編の主題が完全に使い果たされるまで」続いて長編になることもある川端文学の特徴にも言及している。またキーンは、川端が掌の小説を自身の「芸術の真骨頂」と思っていたような時期があったことに触れながら、川端が自殺の直前に『雪国』を掌の小説化して「雪国抄」に書き直す試みをしたことに着目している。

## 作品系譜による分類
掌の小説群の作品傾向・系譜からの分類は、評論家により微妙に異なるものが、いくつか提示されているが、先駆的なものは、伊藤整が4つの視点のカテゴリーを述べたもので、その後、渋川驍が、川端本人の1950年（昭和25年）の第一次全集での自作解説中の各々の作品傾向の言及を踏襲しながら6つのカテゴリーに分けている。
松坂俊夫も、川端の自作解説を基本に、伊藤と渋川の分類を参考にしながら体系的な分類を試みている。吉村貞司は、新潮文庫の『掌の小説』解説中で大まかに5つのカテゴリーに分類し、長谷川泉は146篇を掌の小説とした上で、松坂の分類法を踏まえつつ、さらにかなり細かく区分けして21のカテゴリーに分類している。羽鳥徹哉は、新たな分類事項として2つを加えることも可能としている。
こうしたそれぞれの分類法の試みは、一つの作品が複数の分類項目に重複することもあるため、整理が複雑になり分類が難しい面もある。
川端康成本人の自作解説中の言及
1. 「日向」の娘につながるもの
  - 「弱き器」「火に行く彼女」「鋸と出産」「写真」「雨傘」「生命保険」
2. 自伝的なもの・自己の閲歴によるもの
  - 「骨拾ひ」「日向」「月」「母」「油」「合掌」「笑はぬ男」
3. 町の散歩で見たものから発想したもの
  - 「帽子事件」「バッタと鈴虫」「男と女と荷車」「夜店の微笑」
4. 伊豆湯ヶ島に取材したもの
  - 「港」「髪」「お信地蔵」「冬近し」「胡頽子盗人」「処女の祈り」「神います」「馬美人」「踊子旅風俗」「滑り岩」「玉台」「有難う」「海」「夏の靴」
5. 牧歌的傾向のもの
  - 「胡頽子盗人」「有難う」「万歳」
6. 神秘的なものを含んだもの
  - 「処女の祈り」「龍宮の乙姫」「心中」「霊柩車」「屋上の金魚」「女」「盲目と少女」「金糸雀」「写真」「死顔の出来事」
7. 野性へのあこがれを含んだもの
  - 「夏の靴」「お信地蔵」「処女の祈り」「二十年」
8. 女の無貞操の美を描いたもの
  - 「朝の爪」「神の骨」「貧者の恋人」「死面」「港」「二十年」「お信地蔵」「馬美人」
9. 家庭からの解放を描いたもの
  - 「故郷」「家庭」「離婚の子」「夏の靴」「海」「屋上の金魚」「馬美人」
10. 浅草もの
  - 「日本人アンナ」「鶏と踊子」「白粉とガソリン」「縛られた夫」

伊藤整の分類的視点
1. 大正中期に菊池寛や久米正雄などがよく書いたテーマ小説というものの圧縮型
2. ある生活の一場面の、よくまとまった写生文としてこの短い散文形式が生かされているもの
3. 散文詩風の幻想や夢を描いたもの
4. 以上の3種のどれかと結びつきながら、内容的に生の認識を短く鋭くまとめたもの

渋川驍の分類
1. 神秘的傾向を持ったもの
  - 「死顔の出来事」「金糸雀」「写真」「人間の足音」「雀の媒酌」「心中」「龍宮の乙姫」「処女の祈り」
2. 夢を扱って神秘性につながるもの
  - 「弱き器」「火に行く彼女」「鋸と出産」
3. 家庭からの解放を描いたもの
  - 「夏の靴」「海」
4. 野性への憧れを主題としたもの
  - 「お信地蔵」「夏の靴」「二十年」「処女の祈り」
5. 無貞操の美を主題としたもの
  - 「お信地蔵」「屋根の下の貞操」「港」「白い花」「二十年」
6. 自伝的色彩を帯びたもの
  - 「日向」「母」「二十年」「月」

松坂俊夫の分類
題材・取材の面から
1. 「日向」の娘につながる作品
  - 「日向」「写真」「弱き器」「火に行く彼女」「鋸と出産」「雨傘」
2. 湯ヶ島に取材した作品
  - 「お信地蔵」「髪」「胡頽子盗人」「冬近し」「処女の祈り」「有難う」

内容の面から
1. 神秘的傾向の作品
  1. 神秘的なものを含むもの
    - 「死顔の出来事」「金糸雀」「写真」「人間の足音」「雀の媒酌」「心中」「龍宮の乙姫」「処女の祈り」

  2. 夢を扱って神秘性につながるもの
    - 「弱き器」「火に行く彼女」「鋸と出産」「不死」
2. 牧歌的傾向の作品
  - 「滑り岩」「有難う」「万歳」「胡頽子盗人」「冬近し」
3. 野性へのあこがれを主とした作品
  - 「お信地蔵」「夏の靴」「二十年」「処女の祈り」
4. 無貞操の美を描いた作品
  - 「お信地蔵」「屋根の下の貞操」「港」「白い花」「二十年」
5. 家庭からの解放を描いた作品
  - 「夏の靴」「海」
6. 自伝的色彩を帯びた作品
  - 「骨拾ひ」「油」「日向」「母」「二十年」「月」「合掌」「笑はぬ男」、その他、題材・取材の面からの1.「日向」の娘につながる作品のほとんどがこの項目に含まれる。
7. 女性の生活力を描いた作品
  - 「髪」「夏の靴」
8. 女性の虚栄を描いた作品
  - 「指輪」「時計」「敵」
9. テーマ小説の圧縮型
  - 「子の立場」「硝子」
10. 生活の一場面の写生文
  - 「落日」「玉台」

吉村貞司の分類
1. 自伝的な作品
  - 「骨拾ひ」「二十年」「母」「日向」「弱き器」「火に行く彼女」「鋸と出産」「写真」「雨傘」「処女作の祟り」
2. 伊豆に取材した作品
  - 「髪」「指輪」「お信地蔵」「冬近し」「胡頽子盗人」「処女の祈り」「神います」「母の眼」「馬美人」「踊子旅風俗」「滑り岩」「玉台」「有難う」「海」「夏の靴」「港」「駿河の令嬢」
3. 浅草を舞台にした作品
  - 「日本人アンナ」「鶏と踊子」「白粉とガソリン」「縛られた夫」
4. リラダン風の作品
  - 「落日」「人間の足音」「化粧」「質屋にて」「貧者の恋人」「硝子」「金糸雀」「時計」「月」「雀の媒酌」「神います」「朝の爪」「神の骨」「金銭の道」
5. 写生風・スケッチ風の作品
  - 「笑はぬ男」「愛犬安産」「男と女と荷車」「夜店の微笑」「さざん花」「笹舟」「紅梅」「卵」
6. 物語性が強くはたらいている作品
  - 「神」「港」「百合」「女」「雪隠成仏」「盲目と少女」「叩く子」「黒牡丹」「離婚の子」「妹の着物」「眠り癖」
7. 夢の王国・神秘的幻想的な作品
  - 「弱き器」「火に行く彼女」「鋸と出産」「霊柩車」「屋上の金魚」「心中」「龍宮の乙姫」「蛇」「不死」「地」「白馬」「雪」「秋の雨」

長谷川泉の分類
1. 超現実的、神秘的な作品
  - 「死顔の出来事」「心中」「龍宮の乙姫」「処女の祈り」「霊柩車」「屋上の金魚」「女」「処女作の祟り」「盲目と少女」
2. 怪奇、霊感、輪廻思想的な作品
  - 「金糸雀」「滑り岩」「玉台」「雀の媒酌」「合掌」「赤い喪服」「門松を焚く」「夫人の探偵」「顕微鏡怪談」「足袋」
3. 空想、夢、幻想的な作品
  - 「帽子事件」「母国語の祈祷」「秋の雷」「眠り癖」「顔」「卵」「蛇」「秋の雨」「手紙」「乗馬服」「白馬」「雪」「竹の声桃の花」
4. 夫婦間の情愛、男女心理の機微の作品
  - 「髪」「金糸雀」「敵」「硝子」「子の立場」「一人の幸福」「神います」「母」「朝の爪」「百合」「門松を焚く」「詩と散文」「彼女等に就て」「化粧の天使達」「舞踊靴」「鉄の梯子」「騎士の死」「靴と白菜」「喧嘩」「妹の着物」「ざくろ」「小切」「紅梅」「夏と冬」「瀧」「雨だれ」「隣人」「月下美人」「髪は長く」「雪国抄」
5. 人間心理の機微と対決の作品
  - 「歴史」「舞踊会の夜」「父となる話」「楽屋の乳房」「十七歳」「かけす」
6. 少年少女の愛や官能と感傷の作品
  - 「男と女と荷車」「バッタと鈴虫」「指輪」「駿河の令嬢」「日本人アンナ」「鉄の梯子」「雨傘」「木の上」
7. 女性の生活力や本質的力を扱った作品
  - 「馬美人」「スリの話」「母の眼」「三等待合室」「金銭の道」「女を売る女」「化粧」「父となる話」「令嬢日記」「眉から」
8. 女性の無貞操の魅惑を扱った作品
  - 「港」「白い花」「屋根の下の貞操」「神の骨」「空家」「貧者の恋人」「死面」
9. 野性への憧れを描いた作品
  - 「二十年」「お信地蔵」「夏の靴」「叩く子」
10. 家庭からの解放を描いた作品
  - 「海」「故郷」「家庭」「離婚」「望遠鏡と電話」
11. 女性の虚栄心を描いた作品
  - 「指輪」「時計」「敵」
12. 生活の断面を描いた作品
  - 「質屋にて」「雪隠成仏」「わかめ」「さと」「水」「五拾銭銀貨」「さざん花」「明月」
13. 風俗的な作品
  - 「林金花の憂鬱」「夜店の微笑」「御会式小景」「時雨の駅」「逗子・鎌倉―ロマンス以前―」「都会の手帳」「鶏と踊子」「或る夜浅草」「白粉とガソリン」「縛られた夫」「秋風の女房」
14. 鳥獣を扱った作品
  - 「黒牡丹」「舞踊靴」「貞操の番犬」「愛犬安産」「さざん花」「かけす」「瀧」「竹の声桃の花」
15. 牧歌的な作品
  - 「有難う」「万歳」「胡頽子盗人」
16. 肉親に関する作品
  - 「油」「日向」「合掌」「骨拾ひ」
17. 伊藤初代に関する作品
  - 「日向」「生命保険」「弱き器」「火に行く彼女」「鋸と出産」「写真」「処女作の祟り」「雨傘」「浅草に三日ゐた女」
18. 浅草に関する作品
  - 「林金花の憂鬱」「日本人アンナ」「鶏と踊子」「或る夜浅草」「白粉とガソリン」「縛られた夫」「浅草に三日ゐた女」
19. 伊豆に関する作品
  - 「髪」「港」「海」「お信地蔵」「滑り岩」「有難う」「玉台」「夏の靴」「冬近し」「神います」「踊子旅風俗」
20. 抽象的、思想的な作品
  - 「落日」「冬近し」「笑はぬ男」「士族」「地」
21. 病的な感覚を扱った作品
  - 「人間の足音」「屋上の金魚」「恐しい愛」

羽鳥徹哉の追加分類
1. 土地からの解放
  - 「海」「万歳」「故郷」
2. コスモポリタニズム
  - 「海」「二十年」

## おもな代表的作品概説
※川端康成の作品や随筆内からの文章の引用は〈　〉にしています（論者や評者の論文からの引用部との区別のため）。

### 骨拾ひ
自伝的な作品で、短編『十六歳の日記』で描かれた祖父・三八郎の看病記に連なる内容となり、亡くなった祖父の火葬の日を扱っている。執筆は祖父の死の2年後の1916年（大正5年）で、〈少し文章を整へながら写し取つて〉、1949年（昭和24年）に〈だいたい原文のまま発表〉したものである。
伊藤整は、『十六歳の日記』同様に、川端の「老成者じみた諦念と自己放棄的な淡泊さ」という「作家としての資格」の「核」がすでに少年時代からあったことが看取できる作品だと評している。祖父の死を題材にした作品には、『十六歳の日記』以外にも、短編『葬式の名人』がある。

### 母
自伝的色彩を帯びた作品で、若くして結核で亡くなった両親を題材にしている。3歳の時に母を結核で亡くした経験を持つゆえに、罹患した結核をうつすまいと傍に妻が寄ってくることを拒絶する夫の厳しさと、いっそのこと病気をうつしてほしいと縋りつく妻の愛情を軸に、結核がうつってしまった妻の病室に入れず泣く子供（娘）を思い、その子も自分のように将来楽しく結婚させてやってくれるよう遺言を妻から託された夫が、わが子が将来母になることを願う母恋が描かれている。川端文学の「愛」と「非情」の原型の図が、この作品の妻の「情」と、夫の「非情」の愛に看取されると指摘されている。
川端は〈少年のころの私には自分も結核にかかつて若死するといふおそれがあつた〉としている。作中で子供が父母のいる病室に入りたがって襖にぶつかるところは、〈私も父か母から病室へ入れてもらへなかつたといふことをだれかから聞いた〉ことからきているという。
この「母」の構想の一部が発展、あるいは凝縮されて、同じく掌の小説の代表的作品「心中」が成立したという研究もみられる。
自伝的色彩を帯びたものには他に、長いこと童貞であった自身を描いた「月」などがある。

### 日向
川端自身と思しき人物が、祖父との思い出に初恋の少女の挿話に交えて、自身の「無言のまま人を凝視する癖」について語った作品である。この少女との挿話は、伊藤初代との婚約が成立した日が題材となって創作されたものである。
伊藤初代との幸福だったひとときの挿話と、常に日向の方角へ顔を向けていた盲目の祖父が気になってその顔をじっと見つめていた少年時代の自分の記憶を織り交ぜた「日向」について森本穫は、「自分の哀れな生い立ちによる祖父への愛情と、これから娘と始まる新生活への希望――。康成は、初代との恋が無惨な結果に終わったのちも、あのときの美しい情景を忘れることができなかった」として、それゆえに処女作品集『感情装飾』の巻頭に、その記念としてこの作品を置いたのだろうと解説し、長谷川泉は、「娘へのいとしさと、盲目の祖父への哀憐」が、主人公（川端）の「心の奥底で美しく結合している」作品だと評している
伊藤初代との挿話を題材にした作品は、「日向」の娘につながる作品とも言い換えられており、ほかに、「弱き器」「火に行く彼女」「鋸と出産」「写真」「雨傘」「処女作の祟り」などがある。

### 二十年
水平社の部落の少女・澄子の野蛮な魅力を巡る少年たちの物語。「二十年」が書かれる3年前の1922年（大正11年）には、京都の岡崎公会堂にて全国水平社が結成されて、部落民が自由を叫ぶ「水平社宣言」が採択されていたが、この作品で描かれている〈自由〉は、「道徳や規範」からの自由であって、野性的な澄子のような本能的に生きる〈自由〉の意味が込められている。
川端は、〈中学生たちが出身の小学校へ行つて、美少女の机のものを盗んだりするところだけは、誇張を加へて、私の思ひ出である〉と語っており、自伝的色彩をおびた作品の範疇に入ることもあるが、川端本人は、〈野性へのあこがれ〉を描いた作品だと述べていることから、野性への憧れを描いた作品にも分類されている。

### 有難う
牧歌的傾向の作品に分類されている作品で、題材的には伊豆を題材にした作品に含まれ、舞台は〈下田・大仁間の下田街道、または天城街道〉である。1936年（昭和11年）2月に清水宏により映画化（『有りがたうさん』）され、2010年（平成22年）には4話オムニバス『掌の小説』の第2話として、「朝の爪」と取り混ぜ映画化されている。
あらすじとしては、バスに乗って町へ売られていく娘を、母親がせめてもの情けで、娘が好きになったバス運転手とはじめての一夜を過ごさせるが、そのために母は娘を売りに行けなくなるという物語で、「運転手の明るい人がらと、人生の底辺に生きる娘のよろこびとかなしみが、ギリギリと簡潔な表現で描かれている」と評されている。
伊藤整は、「有難う」には「日本そのものの悲しさ」といったものが「作品一杯」に漂っているような気がするとし、この作品のような「現実」は今はないだろうが、こういう「現実」があることにして見ると、「日本」がそこに浮び上がってくるようだと評している。
三島由紀夫は、この作品を掌の小説の中でも優れたものの一つだとし、「母に連れられて売られにゆく少女が、その途中で、自分たちが乗つて行つたバスの運転手と図らずも結ばれる」という思いがけない結末を、「作中の人物も作者も皆の目がやさしくゆるしてゐる」と指摘しながら、娘を売りにゆく母親も、売られにゆく娘も、やがてその夫となる運転手も、「運命に対して極度に純潔な人々」であると解説している。そして彼らについて、「到底、運命に抗争するといふやうな人柄ではない。しかも彼等は運命に盲従する怠惰にして無智無力な存在とも言ひ切れぬ。むしろかう言ふべきだ。かれらは運命に対して美しい礼節を心得てゐる人たちだと」と評している。
また、南伊豆の明るい秋の風光がたぐいまれな美しさで再現されている作品として、『伊豆の踊子』と併読することを三島は推奨し、さらに、世界の掌編小説の傑作群として、メリメの『トレドの真珠』、ポオの『楕円形の肖像画』『妖精の島』、リラダンの『白鳥扼殺者』『ヴィルジニイとポール』、ラディゲの『花売娘』、ラフカディオ・ハーンのいくつかの小品、里見弴の『椿』『伊予すだれ』、堀辰雄の『眠つてゐる男』『死の素描』『風景』、ヤコブセンの『ここに薔薇あらば』、アポリネールの多くの小品と共に、川端の「有難う」「雨傘」「夏の靴」を挙げて、これらを網羅すれば、宝石函のような美しい「世界掌編小説全集」が出来上がると述べるほど高い評価をしている。
湯ヶ島などの伊豆に取材した作品は他に、「髪」「指輪」「お信地蔵」「冬近し」「胡頽子盗人」「処女の祈り」「神います」「母の眼」「馬美人」「踊子旅風俗」「玉台」「夏の靴」「海」「滑り岩」「港」などがある。
「有難う」のオマージュ作品としては、石田衣良の「ありがとう」（2005年）がある。

### 日本人アンナ
浅草を舞台にした作品で、スリの天才である白系ロシア人少女を、そのインスピレーションそのままのさわやかさで描いている。ルボウルスキイ姉弟はロシア革命から日本に逃れてきていた実在の人物で、浅草の日本館に出演していた。
川端が『浅草紅団』を書いた頃の作品で、『浅草紅団』や、関東大震災についての随筆『大火見物』の中にもアンナに関する挿話が語られ、「林金花の憂鬱」の末尾にもアンナの名が出てくる。一高生の頃、川端はアンナ・ルボウルスキイに惹かれていたという。「日本人アンナ」はすべて空想であるが、日本人の不良少年に変装しているアンナに財布をすられる末尾は、〈アンナにたいする親愛を点じてゐる〉として、〈浅草の掌の小説ではましなものであらう〉と川端は語っている。2010年（平成22年）には4話オムニバス『掌の小説』の第3話として映画化されている。
浅草を舞台にしたものは他に、「鶏と踊子」「白粉とガソリン」「縛られた夫」がある。

### 化粧
女性の生活力や本質的力を扱った作品、あるいは人間性を鋭く描いたリラダン風の作品と分類されているものである。
あらすじ的には、家の窓から見える、斎場のトイレで化粧直しをする喪服の女たちに不信を抱いている「私」が、トイレに化粧ではなく、ハンカチを目に当て純粋に泣きにやって来た少女を見て、女へのそれまでの悪感情が拭い去られた気持ちになるが、突然その少女が手鏡に向ってニイっと笑ってから出て行ったのを見て驚く話で、川端が下谷区上野桜木町36番地（現・台東区上野桜木）に住んでいた時にトイレの窓から見えたものを題材にしている。川端は、〈「化粧」は上野桜木町の私の家の厠の窓が谷中の斎場の厠の窓と向ひ合つてゐて、ここに書いたやうなことを私は見た〉と語っている。

### 笑はぬ男
自己の閲歴によるもの、写生風の作品に分類されているもので、川端自身が1926年（大正15年）に原作脚本を手掛けたサイレント映画『狂った一頁』の撮影体験を題材にして作られた作品で、〈汚れた面を買つて家に帰るくだりまで〉は、ほぼ事実を取り入れた作品である。2010年（平成22年）には4話オムニバス『掌の小説』の第1話として、「死面」と取り混ぜ映画化されている。
写生風、あるいは作者の生活の断片やスケッチに近いものは他に、「愛犬安産」「黒牡丹」「男と女と荷車」「夜店の微笑」「さざん花」「笹舟」「紅梅」「卵」「家庭」「化粧」などがある。

### 心中
初期に書かれたもので、神秘的傾向に分類されている作品である。
あらすじ的には、2年前に逃げた夫から、9歳の娘に物音を立てさせないようにゴム毬も靴も茶碗も使わせるなと次々と手紙が届き、それに従う妻だったが、娘が御飯茶碗を出してきたのをきっかけに反動のように大きな物音を立て始め、その音が夫に届くかを問うように確かめる。夫の手紙はついに、「お前達はいっさいの物音を立てるな」と命令し、そして妻と娘は死に、夫もその横に並んで死んでいたという話。
川端自身が、〈愛のかなしさを突いたつもり〉と自解するこの「心中」は、同時代評では梶井基次郎が注目し、後記に感想を含めたオマージュ作品『川端康成第四短篇集「心中」を主題とせるヴアリエイシヨン』を3か月後に発表。伊藤整は「心中」を「一群の掌の小説の頂点」と述べるなど高評価した。その後も、「愛情の束縛性と奪取性」、「愛とそのもろさ、はかなさ」、遠隔透視、物体隔動などの心霊現象を効果的に使い「イロニカルな愛の形とその悲痛さをえぐった秀作」として高い評価がなされている。
星新一は、この作品に魅入られて、自分が何度生れ変っても「とても書けない」作品だと絶賛している。
幻想的・神秘的な作品はほかに、「霊柩車」「屋上の金魚」「龍宮の乙姫」「女」「盲目と少女」「蛇」「不死」などがある。

### 不死
これも神秘的傾向のものとして分類されている作品で、夢を扱って神秘性につながる作品、あるいは、夢の王国の作品として分類されている。
あらすじ的には、50年以上も前に海に身投げして死んだまま歳をとらない女と、その死の原因でかつての恋人だった老人が寄り添って対話し、最後は大樹の中に消えてゆく物語。川端の睡眠薬中毒が高じていた頃に執筆された作品である。2010年（平成22年）には4話オムニバス『掌の小説』の第4話として映画化もされている。
現世でも引き離されて結ばれず、〈死の世界〉でも会えなかった2人が入って消えていった〈大樹〉は、「永遠」（生死を超越した〈不死〉の世界）を象徴するものという解釈もある。

## 掌の小説130篇の目録
※順番は発表順。初出の掲載誌・掲載年月は川端康成#主要作品を参照のこと。
※新潮文庫『掌の小説』改版122篇に収録されていない作品は●印。
1. 油 ●
2. 男と女と荷車
3. 日向
4. 生命保険 ●
5. 弱き器
6. 火に行く彼女
7. 鋸と出産
8. バッタと鈴虫
9. 指環
10. 時計
11. 髪
12. 金糸雀
13. 港
14. 写真
15. 白い花
16. 敵
17. 月
18. 落日
19. 屋根の下の貞操
20. 死顔の出来事
21. 人間の足音
22. 海
23. 二十年
24. 硝子
25. お信地蔵
26. 滑り岩
27. 有難う
28. 万歳
29. 胡頽子盗人
30. 玉台
31. 夏の靴
32. 子の立場
33. 心中
34. 竜宮の乙姫
35. 処女の祈り
36. 冬近し
37. 雀の媒酌
38. 霊柩車
39. 帽子事件
40. 一人の幸福
41. 神います
42. 合掌
43. 屋上の金魚
44. 母
45. 朝の爪
46. 女
47. 恐しい愛
48. 歴史
49. 駿河の令嬢
50. 馬美人
51. 百合
52. 赤い喪服 ●
53. 処女作の祟り
54. 神の骨
55. スリの話 ●
56. 夜店の微笑
57. 門松を焚く
58. 盲目と少女
59. 母国語の祈祷
60. 夫人の探偵
61. 故郷
62. 母の眼
63. 三等待合室
64. 叩く子
65. 秋の雷
66. 家庭
67. 御会式小景 ●
68. 時雨の駅
69. 質屋にて
70. 黒牡丹
71. 日本人アンナ
72. 雪隠成仏
73. 貧者の恋人
74. 笑はぬ男
75. 士族
76. 離婚の子
77. 踊子旅風俗
78. 顕微鏡怪談
79. 望遠鏡と電話
80. 金銭の道
81. 鶏と踊子
82. 化粧の天使達
83. 白粉とガソリン
84. 縛られた夫
85. 舞踊靴
86. 眠り癖
87. 雨傘
88. 喧嘩
89. 死面
90. 顔
91. 化粧
92. 妹の着物
93. 舞踊会の夜
94. 秋風の女房
95. 愛犬安産
96. 楽屋の乳房
97. 眉から
98. 藤の花と苺
99. ざくろ
100. わかめ
101. 十七歳
102. 小切
103. さと
104. 水
105. 五拾銭銀貨
106. さざん花
107. 紅梅
108. 足袋
109. かけす
110. 夏と冬
111. 骨拾ひ
112. 笹舟
113. 卵
114. 瀧
115. 蛇
116. 明月 ●
117. 秋の雨
118. 手紙
119. 隣人
120. 木の上
121. 乗馬服
122. かささぎ
123. 不死
124. 月下美人
125. 地
126. 白馬
127. 雪
128. めづらしい人
129. 髪は長く ●
130. 竹の声桃の声 ●

※なお、長谷川泉は、「林金花の憂鬱」「静かな雨」「詩と散文」「空家」「逗子・鎌倉―ロマンス以前―」「都会の手帳」「彼女等に就て」「或る夜浅草」（「浅草日記」）「女を売る女」「鉄の梯子」「騎士の死」「靴と白菜」「貞操の番犬」「浅草に三日ゐた女」「父となる話」「令嬢日記」「雨だれ」「雪国抄」を加えて、「藤の花と苺」「めづらしい人」の2篇を除いた146篇を掌の小説としている。

## 映画化
- 『有りがたうさん』（松竹シネマ） トーキー映画　76分
  - 1936年（昭和11年）2月27日封切
  - 監督・脚色：清水宏
  - 出演：上原謙、桑野通子、築地まゆみ、和田登志子、ほか
  - ※ 原作「有難う」
- 『掌の小説』
  - 2010年（平成22年）3月27日封切
  - 監督：坪川拓史、ほか
  - ※ 「笑はぬ男」と「死面」、「有難う」と「朝の爪」、「日本人アンナ」、「不死」原作の4話のオムニバス映画。

## おもな収録刊行本

### 単行本・選集
- 『感情装飾』（金星堂、1926年6月15日）
  - 装幀：吉田謙吉。B6判函入
  - 収録作品：「日向」「死顔の出来事」「お信地蔵」「滑り岩」「屋根の下の貞操」「バッタと鈴虫」「髪」「金糸雀」「港」「写真」「白い花」「母」「子の立場」「指輪」「時計」「落日」「人間の足音」「弱き器」「火に行く彼女」「鋸と出産」「敵」「有難う」「万歳」「胡頽子盗人」「玉台」「夏の靴」「雀の媒酌」「朝鮮人」「二十年」「硝子」「冬近し」「心中」「龍宮の乙姫」「処女の祈り」「月」
  - ※ 初期の掌の小説35篇を収録。
- 『僕の標本室』〈新興芸術派叢書〉（新潮社、1930年4月7日）
  - B6判紙装本
  - 収録作品：「母」「神の骨」「日本人アンナ」「朝の爪」「望遠鏡と電話」「故郷」「踊子旅風俗」「死顔の出来事」「夏の靴」「時雨の駅」「神います」「夫人の探偵」「叩く子」「帽子事件」「黒牡丹」「心中」「朝鮮人」「男と女と荷車」「恐しい愛」「硝子」「油」「女」「金銭の道」「日向」「盲目と少女」「月」「一人の幸福」「三等待合室」「屋上の金魚」「金糸雀」「士族」「お信地蔵」「バッタと鈴虫」「家庭」「母国語の祈祷」「二十年」「馬美人」「笑はぬ男」「母の眼」「人間の足音」「霊柩車」「貧者の恋人」「有難う」「髪」「合掌」「離婚の子」「顕微鏡怪談」
  - ※ 『感情装飾』中の15篇（太字）に、後の新作32篇を加えた掌の小説47篇を収録。
- 『川端康成選集第1巻 掌の小説』（改造社、1938年7月19日） - 全9巻本選集
  - 装幀：芹沢銈介（愛蔵限定版）、林芙美子（並製版）。
  - 四六判函入（愛蔵限定版）、四六判厚紙装（並製版）。口絵写真一葉
  - 月報（第4回）：島木健作「川端さん」。付録：川端康成「第1巻あとがき」・「掌篇小説の流行」
  - 収録作品：「母」「夏の靴」「心中」「時雨の駅」「日向」「雪隠成仏」「有難う」「顔」「髪」「日本人アンナ」「死顔の出来事」「金銭の道」「金糸雀」「母国語の祈祷」「貧者の恋人」「帽子事件」「縛られた夫」「神の骨」「朝鮮人」「男と女の荷車」「女」「妹の着物」「胡頽子盗人」「白粉とガソリン」「雨傘」「叩く子」「馬美人」「油」「家庭」「夫人の探偵」「処女の祈り」「離婚の子」「化粧」「母の眼」「黒牡丹」「屋上の金魚」「神います」「港」「バッタと鈴虫」「お信地蔵」「望遠鏡と電話」「故郷」「笑はぬ男」「朝の爪」「盲目と少女」「死面」「踊子旅風俗」「眠り癖」「士族」「化粧の天使達」「鋸と出産」「鶏と踊子」「秋風の女房」「写真」「門松を焚く」「月」「硝子」「楽屋の乳房」「恐しい愛」「万歳」「秋の雷」「二十年」「指輪」「顕微鏡怪談」「弱き器」「質屋にて」「眉から」「舞踊靴」「一人の幸福」「霊柩車」「滑り岩」「人間の足音」「三等待合室」「龍宮の乙姫」「藤の花と苺」「百合」「舞踊会の夜」
  - ※ 『僕の標本室』後の新作を加えた掌の小説77篇を収録。
- 『短篇集』〈黒白叢書二〉（砂子屋書房、1939年11月20日）
  - 四六判函入（上製）、四六判紙装本（並製）
  - 収録作品：「夏の靴」「有難う」「髪」「朝鮮人」「馬美人」「神います」「お信地蔵」「滑り岩」「時雨の駅」「雪隠成仏」「帽子事件」「死面」「鶏と踊子」「母」「心中」「日向」「死顔の出来事」「貧者の恋人」「妹の着物」「雨傘」「油」「家庭」「盲目と少女」「舞踊会の夜」
  - ※ 『選集第1巻』から選んだ34篇を収録。
- 『一草一花』（青龍社、1948年1月20日）
  - B6判紙装本。付録：川端康成「あとがき」
  - 収録作品：「母」「日向」「心中」「母国語の祈祷」「馬美人」「死顔の出来事」「雨傘」「盲目と少女」「処女の祈り」「日本人アンナ」「百合」「踊子旅風俗」「死面」「舞踊会の夜」「有難う」「顔」「縛られた夫」「神います」「笑はぬ男」「月」「離婚の子」「屋上の金魚」「秋の雷」「バッタと鈴虫」「髪」「化粧」「鶏と踊子」「貧者の恋人」「妹の着物」「夏の靴」
  - ※ 『選集第1巻』から選んだ30篇を収録。
- 文庫版『掌の小説百篇』〈上・下〉（新潮文庫、1952年8月30日・31日）
  - 解説：伊藤整（下巻）
  - 収録作品：
    - 〔上巻〕「骨拾ひ」「帽子事件」「バッタと鈴虫」「男と女と荷車」「日向」「弱き器」「火に行く彼女」「鋸と出産」「髪」「金糸雀」「港」「指輪」「時計」「写真」「月」「白い花」「落日」「夏の靴」「死顔の出来事」「人間の足音」「海」「二十年」「お信地蔵」「滑り岩」「玉台」「硝子」「冬近し」「万歳」「有難う」「胡頽子盜人」「母」「子の立場」「心中」「龍宮の乙女」「処女の祈り」「霊柩車」「雀の媒酌」「神います」「一人の幸福」「合掌」「屋上の金魚」「朝の爪」「駿河の令嬢」「処女作の祟り」「女」「歴史」「神の骨」「笑はぬ男」「夜店の微笑」「金銭の道」
    - 〔下巻〕「盲目と少女」「母の眼」「母国語の祈祷」「士族」「三等待合室」「故郷」「叩く子」「夫人の探偵」「貧者の恋人」「秋の雷」「家庭」「時雨の駅」「馬美人」「黒牡丹」「質屋にて」「日本人アンナ」「離婚の子」「踊子旅風俗」「顕微鏡怪談」「望遠鏡と電話」「鶏と踊子」「白粉とガソリン」「縛られた夫」「百合」「雪隠成仏」「雨傘」「死面」「顔」「化粧」「妹の着物」「眠り癖」「舞踊会の夜」「秋風の女房」「愛犬安産」「さと」「水」「わかめ」「十七歳」「小切」「ざくろ」「さざん花」「五拾銭銀貨」「紅梅」「足袋」「かけす」「夏と冬」「笹舟」「蛇」「卵」「瀧」

  - ※ 上・下巻50篇ずつ収録。
- 文庫版『掌の小説』（新潮文庫、1971年3月15日。改版1989年、2011年、2022年）
  - カバー装幀：平山郁夫。解説：吉村貞司
  - 収録作品：『掌の小説百篇』〈上・下〉に、「秋の雨」「手紙」「隣人」「木の上」「乗馬服」「かささぎ」「不死」「月下美人」「地」「白馬」「雪」の11篇を加えた111篇。
  - ※ 1989年の改版後は、「敵」「屋根の下の貞操」「恐しい愛」「門松を焚く」「化粧の天使達」「舞踏靴」「楽屋の乳房」「喧嘩」「眉から」「藤の花と苺」「めづらしい人」の11篇を追加した122篇を収録。
  - ※ 2022年1月改版は、小川洋子「引き返せない迷路」を付記。
- 『川端康成 1899-1973』〈ちくま日本文学全集047〉（ちくま文庫、1993年1月20日）
  - 装幀：安野光雅。解説：須賀敦子「小説のはじまるところ」。付録：年譜
  - 収録作品：「葬式の名人」「有難う」「夏の靴」「心中」「木の上」「雨傘」「化粧」「貧者の恋人」「山の音」
  - ※ 2008年10月に〈ちくま日本文学026〉として再刊。
- 英文版『Palm-of-the-Hand Stories』（訳：レーン・ダンロップ・J・マーティン・ホルマン）（Tuttle、1988年、2006年）
  - 付録：「Editorial Note」「Translators’ Notes」
  - 収録作品：日向（A Sunny Place）、弱き器（The Weaker Vessel）、火に行く彼女（The Girl Who Approached the Fire）、鋸と出産（A Saw and Childbirth）、バッタと鈴虫（The Grasshopper and the Bell Cricket）、指輪（The Ring）、髪（Hair）、金糸雀（Canaries）、港（Harbor Town）、写真（Photograph）、白い花（The White Flower）、死顔の出来事（The Incident of the Dead Face）、硝子（Glass）、お信地蔵（The O-Shin Jizo）、滑り岩（The Sliding Rock）、有難う（Thank You）、胡頽子盗人（The Silverberry Thief）、夏の靴（Summer Shoes）、子の立場（A Child's Viewpoint）、心中（Love Suicides）、処女の祈り（The Maidens' Prayers）、冬近し（Toward Winter）、雀の媒酌（The Sparrow's Matchmaking）、帽子事件（The Hat Incident）、一人の幸福（One Person's Happiness）、神います（There Is a God）、屋上の金魚（Goldfish on the Roof）、母（Mother）、朝の爪（Morning Nails）、駿河の令嬢（The Young Lady of Suruga）、百合（Yuriko）、神の骨（God's Bones）、夜店の微笑（A Smile Outside the Night Stall）、盲目と少女（The Blind Man and the Girl）、夫人の探偵（The Wife's Search）、母の眼（Her Mother's Eye）、秋の雷（Thunder in Autumn）、家庭（Household）、時雨の駅（The Rainy Station）、質屋にて（At the Pawnshop）、雪隠成仏（Lavatory Buddhahood）、笑はぬ男（The Man Who Did Not Smile）、士族（Samurai Descendant）、鶏と踊子（The Rooster and the Dancing Girl）、化粧（Makeup）、縛られた夫（The Bound Husband）、眠り癖（Sleeping Habit）、雨傘（Umbrella）、死面（Death Mask）、顔（Faces）、妹の着物（The Younger Sister's Clothes）、秋風の女房（The Wife of the Autumn Wind）、愛犬安産（A Pet Dog's Safe Birthing）、さと（Hometown）、水（Water）、五拾銭銀貨（The Silver Fifty-Sen Pieces）、足袋（Tabi）、かけす（The Jay）、笹舟（Bamboo-Leaf Boats）、卵（Eggs）、蛇（The Snakes）、秋の雨（Autumn Rain）、隣人（The Neighbors）、木の上（Up in the Tree）、乗馬服（Riding Clothes）、不死（Immortality）、地（Earth）、白馬（The White Horse）、雪（Snow）、雪国抄（Gleanings from Snow Country）

### 全集
- 『川端康成全集第11巻 掌の小説』（新潮社、1950年8月20日） - 全16巻本全集
  - 装幀・題簽：安田靫彦。四六判厚紙装カバー附。口絵写真1葉。
  - 付録：川端康成「あとがき」
  - 収録作品：「骨拾ひ」から「蛇」までの78篇
  - ※ 『感情装飾』『僕の標本室』『選集第1巻』から漏れたものや、戦後の新作「紅梅」「足袋」「笹舟」「蛇」の4篇を加えた78篇を収録。
- 『川端康成全集第6巻 掌の小説』（新潮社、1960年9月30日） - 全12巻本全集
  - 菊判函入。口絵写真2葉：著者小影、北宋汝官窯青磁皿
  - 月報（第8回）：上林暁「川端康成朝臣」。大宅壮一「川端文学の秘密」。河上徹太郎「解説――川端文学の故郷」。川端康成「口絵解説」
  - 収録作品：「骨拾ひ」から「瀧」までの 100篇
- 『川端康成短篇全集』（講談社、1964年2月10日）
  - 題簽：川端康成。A5判函入
  - 解説：中村真一郎。年譜作成：保昌正夫
  - 収録作品：「十六歳の日記」から「眠れる美女」までの136篇
- 『川端康成全集第6巻 掌の小説』（新潮社、1969年10月25日） - 全19巻本全集
  - カバー題字：松井如流。菊判変形函入。口絵写真2葉：著者小影、心字の歌（一休）
  - 月報（第7回）：森茉莉「わからない人」。星新一「『心中』に魅入られて」。〔川端文学への視点（7）〕長谷川泉「三つの『南方の火』」
  - 収録作品：「骨拾ひ」から「瀧」までの100篇
- 『川端康成全集第12巻 古都・片腕・落花流水』（新潮社、1970年5月10日）
  - カバー題字：松井如流。菊判変形。函入。口絵写真2葉：著者小影、木米急須
  - 月報（第13回）：河盛好蔵「フランス人の見た川端文学」。柏原兵三「『伊豆の踊子』のことなど」。〔川端文学への視点（13）〕長谷川泉「新潮社版全集の後記」
  - 収録作品：「古都」「片腕」「掌の小説（秋の雨、手紙、隣人、木の上、乗馬服、かささぎ、不死、月下美人、地、白馬、雪）」「落花流水（行燈、伊豆行、枕の草子、秋風高原）」「美智子妃殿下」「岸惠子さんの婚礼」「自慢十話」「『浅草紅団』について」「『雪国』の旅」「週刊日記」「宿駅」「パリ郷愁」「パリ安息」「ブラジルペン大会」「字のことなど」「美しい地図」
- 『川端康成全集第1巻 小説1』（新潮社、1981年10月20日） - 全35巻本・補巻2全集
  - カバー題字：東山魁夷。四六判函入
  - 月報（第22回）：星新一「『心中』に魅入られて」（再録）。石浜恒夫「自由人」。川端秀子「川端康成の思い出（21）」
  - 収録作品：「骨拾ひ」から「めづらしい人」までの122篇

## 派生作品・オマージュ作品
※出典は
- 田中慎弥の掌劇場（田中慎弥、2008年10月）
- 炎と苗木 田中慎弥の掌劇場（田中慎弥、2012年2月）